# Microlophus grayii
Espèce
Synonymes
- Leiocephalus grayii Bell, 1843

Statut de conservation UICN

 NT  : Quasi menacé
Microlophus grayii est une espèce de sauriens de la famille des Tropiduridae.

## Répartition

Répartition

Cette espèce est endémique de l'île Floreana aux îles Galápagos en Équateur.

## Publication originale
- Bell, 1843 : The Zoology of the Voyage of H.M.S. Beagle Under the Command of Captain Fitzroy, R.N., during the Years 1832 to 1836, vol. 5, p. 1-51 (texte intégral).